# 't Hasselterbroek
 't Hasselterbroek is een natuurgebied van bijna 190 hectare in de gemeenten Bree en Kinrooi. Het wordt beheerd door de vereniging Limburgs Landschap vzw.
't Hasselterbroek was oorspronkelijk een heidegebied, dat sedert 1870 (dankzij het graven van de Lossing, een afwateringskanaal) voor een belangrijk deel werd omgezet in weiland. Sinds 1970 werd het geleidelijk aan voor de teelt van mais gebruikt, maar hierdoor dreigden de weidevogels te worden verdreven. Daarom kocht Limburgs Landschap het gebied in 1992 aan. Er werd een reservaat voor weidevogels ingericht met een oppervlakte van meer dan 25 hectare. Daarnaast worden samen met de aanwezige landbouwers beheersmaatregelen uitgevoerd.
Het gebied kenmerkt zich door een afwisseling van terreintypes: naast weilanden zijn er bos- en heidegebieden. De natuurterreinen worden begraasd door Schotse hooglanders en konikpaarden. Een kenmerkende vogelsoort in het gebied is de roodborsttapuit.
't Hasselterbroek maakt deel uit van het grenspark Kempen-Broek en er lopen wandelroutes doorheen. In het westen sluit het aan bij de Sint-Maartensheide, in het noorden bij het Grootbroek en in het oosten bij de Zig.